# Педара
Педара (итал. Pedara) је насеље у Италији у округу Катанија, региону Сицилија.
Према процени из 2011. у насељу је живело 12089 становника. Насеље се налази на надморској висини од 675 м.

## Становништво
Према резултатима пописа становништва 2011. у општини је живело 12.896 становника.
| 1936. | 1951. | 1961. | 1971. | 1981. | 1991. | 2001.  | 2011.  |
| ----- | ----- | ----- | ----- | ----- | ----- | ------ | ------ |
| 3.577 | 3.692 | 3.658 | 4.076 | 5.387 | 8.034 | 10.062 | 12.896 |